# Feng Yunhe
Feng Yunhe, född 1898, död 1988, var en kinesisk politiker (kommunist). Hon var minister för textilindustrin 1949-54 och 1982.  Hon var utrensad 1966-78 och från 1988. Hon var jämsides med Shi Liang Fastlandskinas första kvinnliga minister.